# Топтунов Леонід Федорович
Топтунов Леонід Федорович (нар. 16 серпня 1960, с. Миколаївка, Буринський район, Сумська область, УРСР, СРСР — пом. 14 травня 1986, Москва, РРФСР, СРСР) — старший інженер управління реактором реакторного цеху Чорнобильської АЕС.

## Біографія
Леонід Топтунов народився 16 серпня 1960 року у селі Миколаївка Буринського району Сумської області. В 1983 році закінчив Московський інженерно-фізичний інститут за фахом атомні електростанції та установки.
Трудову діяльність на Чорнобильській АЕС розпочав 31 березня 1983 року молодим спеціалістом після закінчення інституту. Працював інженером управління блоком та старшим інженером управління реактором реакторного цеху.
У ніч 26 квітня 1986 року працював на блочному щиті управління 4-го енергоблоку. Отримав дозу опромінення у 1300 бер.
Помер 14 травня 1986 року від променевої хвороби в 6-й Московській клінічній лікарні.

## Нагороди
- Орден «За мужність» III ст. (посмертно) (12 грудня 2008) — за мужність, самовідданість, високий професіоналізм, виявлені під час ліквідації наслідків Чорнобильської катастрофи, вагомі трудові досягнення, активну громадську діяльність[2]